# Federico IV del Palatinato
Federico di Wittelsbach-Simmern, in tedesco Friedrich IV von der Pfalz (Amberg, 5 marzo 1574 – Heidelberg, 19 settembre 1610), fu elettore palatino con il nome di Federico IV, detto anche Federico il Giusto.

## Biografia
Unico figlio sopravvissuto di Ludovico VI e di Elisabetta d'Assia, nacque ad Amberg. Suo padre morì nel 1583 quando Federico era ancora minorenne, ed egli fu posto sotto la guida dello zio Giovanni Casimiro, ardente calvinista. L'astrologo e matematico Bartholomaeus Pitiscus, anch'egli noto calvinista divenne suo precettore.
Nel gennaio del 1592 Federico fu incoronato elettore palatino del Reno, dopo la morte dello zio Giovanni Casimiro. Continuò la politica religiosa dello zio e nel 1608 divenne il capo dell'alleanza militare dei principi protestanti detta Unione Evangelica, titolo che in seguito passò al figlio Federico V e che ebbe una parte importante nel primo periodo della guerra dei Trent'anni.
Federico IV morì ad Heidelberg nel 1610.

## Discendenza
Nel 1593 aveva sposato Luisa Giuliana di Nassau, figlia di Guglielmo I d'Orange e di Carlotta di Borbone-Montpensier, dalla quale ebbe otto figli:
- Luisa Giuliana (1594-1640), sposa di Giovanni II del Palatinato-Zweibrücken;
- Caterina Sofia (1595-1626);
- Federico V del Palatinato (1596-1632), sposo di Elisabetta Stuart;
- Elisabetta Carlotta (1597-1660), sposa dell'elettore Giorgio Guglielmo di Brandeburgo;
- Anna Eleonora (1599-1600);
- Luigi Guglielmo (nato e morto nel 1600);
- Maurizio Cristiano (1600-1605);
- Luigi Filippo del Palatinato-Simmern-Kaiserslautern (1602-1655).

## Ascendenza
|                                  |                          |                                      | Genitori                              |  |  | Nonni |  |  | Bisnonni                              |  |  | Trisnonni                             |  |
|                                  |                          |                                      |                                       |  |  |       |  |  | 8. Giovanni II del Palatinato-Simmern |  |  | 16. Giovanni I del Palatinato-Simmern |  |
|                                  |                          |                                      |                                       |  |  |       |  |  | 8. Giovanni II del Palatinato-Simmern |  |  | 16. Giovanni I del Palatinato-Simmern |  |
|                                  |                          | 17. Giovanna di Nassau-Saarbrücken   |                                       |  |  |       |  |  | 8. Giovanni II del Palatinato-Simmern |  |  |                                       |  |
| 4. Federico III del Palatinato   |                          |                                      |                                       |  |  |       |  |  | 8. Giovanni II del Palatinato-Simmern |  |  |                                       |  |
|                                  |                          | 9. Beatrice di Baden                 | 18. Cristoforo I di Baden             |  |  |       |  |  |                                       |  |  |                                       |  |
|                                  |                          | 9. Beatrice di Baden                 | 18. Cristoforo I di Baden             |  |  |       |  |  |                                       |  |  |                                       |  |
|                                  |                          | 9. Beatrice di Baden                 | 19. Ottilia di Katzenelnbogen         |  |  |       |  |  |                                       |  |  |                                       |  |
| 2. Ludovico VI del Palatinato    |                          | 9. Beatrice di Baden                 |                                       |  |  |       |  |  |                                       |  |  |                                       |  |
|                                  |                          | 10. Casimiro di Brandeburgo-Bayreuth | 20. Federico I di Brandeburgo-Ansbach |  |  |       |  |  |                                       |  |  |                                       |  |
|                                  |                          | 10. Casimiro di Brandeburgo-Bayreuth | 20. Federico I di Brandeburgo-Ansbach |  |  |       |  |  |                                       |  |  |                                       |  |
|                                  |                          | 10. Casimiro di Brandeburgo-Bayreuth | 21. Sofia di Polonia                  |  |  |       |  |  |                                       |  |  |                                       |  |
| 5. Maria di Brandeburgo-Kulmbach |                          | 10. Casimiro di Brandeburgo-Bayreuth |                                       |  |  |       |  |  |                                       |  |  |                                       |  |
|                                  |                          | 11. Susanna di Baviera               | 22. Alberto IV di Baviera             |  |  |       |  |  |                                       |  |  |                                       |  |
|                                  |                          | 11. Susanna di Baviera               | 22. Alberto IV di Baviera             |  |  |       |  |  |                                       |  |  |                                       |  |
|                                  |                          | 11. Susanna di Baviera               | 23. Cunegonda d'Austria               |  |  |       |  |  |                                       |  |  |                                       |  |
| 1. Federico IV del Palatinato    |                          | 11. Susanna di Baviera               |                                       |  |  |       |  |  |                                       |  |  |                                       |  |
|                                  | 12. Guglielmo II d'Assia | 24. Ludovico II d'Assia              |                                       |  |  |       |  |  |                                       |  |  |                                       |  |
|                                  | 12. Guglielmo II d'Assia | 24. Ludovico II d'Assia              |                                       |  |  |       |  |  |                                       |  |  |                                       |  |
|                                  | 12. Guglielmo II d'Assia | 25. Matilde di Württemberg-Urach     |                                       |  |  |       |  |  |                                       |  |  |                                       |  |
| 6. Filippo I d'Assia             | 12. Guglielmo II d'Assia |                                      |                                       |  |  |       |  |  |                                       |  |  |                                       |  |
|                                  |                          | 13. Anna di Meclemburgo-Schwerin     | 26. Magnus II di Meclemburgo-Schwerin |  |  |       |  |  |                                       |  |  |                                       |  |
|                                  |                          | 13. Anna di Meclemburgo-Schwerin     | 26. Magnus II di Meclemburgo-Schwerin |  |  |       |  |  |                                       |  |  |                                       |  |
|                                  |                          | 13. Anna di Meclemburgo-Schwerin     | 27. Sofia di Pomerania-Wolgast        |  |  |       |  |  |                                       |  |  |                                       |  |
| 3. Elisabetta d'Assia            |                          | 13. Anna di Meclemburgo-Schwerin     |                                       |  |  |       |  |  |                                       |  |  |                                       |  |
|                                  |                          | 14. Giorgio di Sassonia              | 28. Alberto III di Sassonia           |  |  |       |  |  |                                       |  |  |                                       |  |
|                                  |                          | 14. Giorgio di Sassonia              | 28. Alberto III di Sassonia           |  |  |       |  |  |                                       |  |  |                                       |  |
|                                  |                          | 14. Giorgio di Sassonia              | 29. Sidonia di Boemia                 |  |  |       |  |  |                                       |  |  |                                       |  |
| 7. Cristina di Sassonia          |                          | 14. Giorgio di Sassonia              |                                       |  |  |       |  |  |                                       |  |  |                                       |  |
|                                  |                          | 15. Barbara Jagellona                | 30. Casimiro IV di Polonia            |  |  |       |  |  |                                       |  |  |                                       |  |
|                                  |                          | 15. Barbara Jagellona                | 30. Casimiro IV di Polonia            |  |  |       |  |  |                                       |  |  |                                       |  |
|                                  |                          | 15. Barbara Jagellona                | 31. Elisabetta d'Asburgo              |  |  |       |  |  |                                       |  |  |                                       |  |
|                                  |                          | 15. Barbara Jagellona                |                                       |  |  |       |  |  |                                       |  |  |                                       |  |